# Episodi di NYPD - New York Police Department (ottava stagione)
L'ottava stagione della serie televisiva NYPD - New York Police Department è stata trasmessa in prima visione negli Stati Uniti d'America da ABC dal 9 gennaio al 22 maggio 2001.
In Italia è stata trasmessa in prima visione da Canale 5.
| nº | Titolo originale                     | Titolo italiano            | Prima TV USA     | Prima TV Italia |
| -- | ------------------------------------ | -------------------------- | ---------------- | --------------- |
| 1  | Daveless in New Yor                  | Colleghi e amanti          | 9 gennaio 2001   |                 |
| 2  | Waking Up is Hard to Do              | Buone notizie              | 16 gennaio 2001  |                 |
| 3  | Franco, My Dear, I Don't Give a Damn | Donne in prima fila        | 23 gennaio 2001  |                 |
| 4  | Family Ties                          | Stupro e commedia          | 30 gennaio 2001  |                 |
| 5  | Fools Russian                        | Russi, cinesi e megabyte   | 6 febbraio 2001  |                 |
| 6  | Writing Wrongs                       | Fantasie mortali           | 13 febbraio 2001 |                 |
| 7  | In-Laws, Outlaws                     | Parenti serpenti           | 20 febbraio 2001 |                 |
| 8  | Russellmania                         | Sospeso dal servizio       | 27 febbraio 2001 |                 |
| 9  | Oh Golly Goth                        | Il re degli dei            | 6 marzo 2001     |                 |
| 10 | In the Still of the Night            | La messa in scena          | 13 marzo 2001    |                 |
| 11 | Peeping Tommy                        | Un detective in più al 15° | 20 marzo 2001    |                 |
| 12 | Thumb Enchanted Evening              | Il nuovo tenente           | 27 marzo 2001    |                 |
| 13 | Flight of Fancy                      | Festa di addio             | 3 aprile 2001    |                 |
| 14 | Nariz a Nariz                        | L’importante è la famiglia | 10 aprile 2001   |                 |
| 15 | Love Hurts                           | Contro le regole           | 17 aprile 2001   |                 |
| 16 | Everyone Into the Poole              | Rapimento sospetto         | 24 aprile 2001   |                 |
| 17 | Dying to Testify                     | Richieste di trasferimento | 1º maggio 2001   |                 |
| 18 | Lost Time                            | Arrivederci Diane Russell  | 8 maggio 2001    |                 |
| 19 | Under Covers                         | Sotto copertura            | 15 maggio 2001   |                 |
| 20 | In the Wind                          | Scomparso                  | 22 maggio 2001   |                 |

## Colleghi e amanti
- Titolo originale: Daveless in New York
- Diretto da: Mark Tinker
- Scritto da: Matt Olmstead e Jody Worth (sceneggiatura); Bill Clark, Jody Worth e Matt Olmstead (soggetto)

## Buone notizie
- Titolo originale: Waking Up is Hard to Do
- Diretto da: Steven DePaul
- Scritto da: Bill Clark e Jody Worth (soggetto); Jody Worth (sceneggiatura)